# موریس (مینه‌سوتا)
موریس  (به انگلیسی: Morris) شهری در شهرستان استیونس ایالت مینه‌سوتا در کشور ایالات متحده آمریکا است که جمعیت آن در سرشماری سال ۲۰۱۰ میلادی، ۵۲۸۶ نفر بوده‌است.